# Martin Holmberg
Martin Holmberg, född 20 april 1963, är en svensk före detta fotbollsspelare. Han ingick i den upplaga av IFK Göteborg som vann Uefacupen 1982.

## Meriter

### I klubblag
IFK Göteborg
Svensk mästare 1982 och 1983

UEFA-cupen 1981/82

Svenska cupen 1981/82 och 1982/83
 Kalmar FF
Svenska Cupen i fotboll: 1986/87

### I landslag
Sverige
- U21-landskamper/mål: 18/1
- U19-landskamper/mål: 3/0

### Webbkällor
https://ifkdb.se/spelare/Martin-Holmberg_279

https://www.expressen.se/sport/gt-sport/det-gor-blavitts-cuphjaltar-i-dag/

https://www.worldfootball.net/player_summary/martin-holmberg/

https://www.svenskafans.com/fotboll/105270